# Akşehir

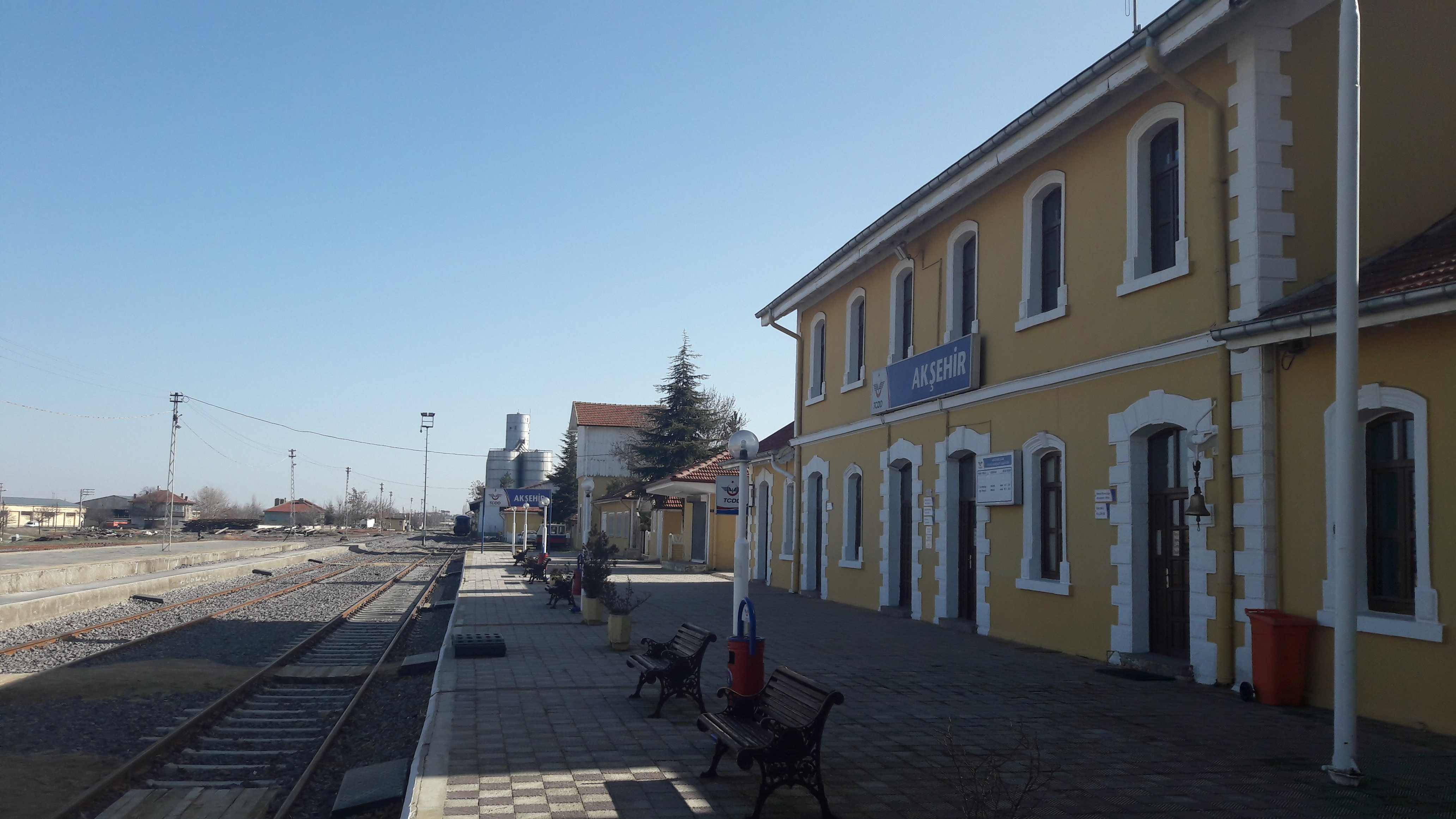
Akşehir Station

Akşehir är en stad i provinsen Konya i centrala Turkiet. Staden hade 61 557 invånare i slutet av 2011. Det antika namnet på staden var Philomelium.